# Géminis (cómic)
Géminis es el nombre de diferentes personajes de ficción que aparecen en los cómics estadounidenses publicados por Marvel Comics.

## Historial de publicaciones
El Géminis original apareció por primera vez en Avengers # 72 (enero de 1970), y fue creado por Roy Thomas y Sal Buscema.
El personaje aparece posteriormente en Avengers # 80-82 (septiembre-noviembre de 1970), Daredevil # 69 (octubre de 1970), Iron Man # 33-36 (enero-abril de 1971), Daredevil # 73 (febrero de 1971), Astonishing Tales # 8 (octubre de 1971), # 15-20 (diciembre de 1972-octubre de 1973), Avengers # 120-125 (febrero-julio de 1974), # 130-134 (diciembre de 1974-abril de 1975), Giant-Size Avengers # 3-4 (febrero, junio de 1975), Iron Man # 184-185 (julio-agosto de 1984) y West Coast Avengers # 26 (noviembre de 1987), en el que es asesinado.
Géminis apareció como parte de la entrada "Zodiac" en el Official Handbook of the Marvel Universe Deluxe Edition #20.

## Biografía del personaje ficticio

### Joshua Link
Joshua Link se encontró con una mala multitud en la escuela, volviéndose más salvaje y progresando hacia actividades criminales; Comenzó con crímenes de centavo, como robar en la tienda de comestibles y continuar rodando a otros por dinero y otros objetos de valor. Comenzó a reunir amigos caros con gustos caros "alcohol, mujeres, juegos de azar" y cuanto más intentaba estas cosas, más quería. Finalmente, su padre lo echó y le dijo que nunca volviera.
Trabajando con los criminales Monk y Brackett, Joshua estaba transportando algunos materiales robados del Laboratorio de Investigación Futura cuando fueron confrontados por los oficiales Jeff Hanley y Damian Link. Distraído al encontrarse con su hermano en el trabajo, Damian y su compañero fueron fácilmente emboscados por los aliados de Joshua. En la lucha que siguió, Joshua y Damian fueron arrojados a una cámara de metal donde se tomaron de las manos mientras eran bombardeados por "rayos experimentales sin nombre", hasta que Brackett logró desactivar el dispositivo. Los delincuentes arrastraron a Joshua, cuyo cabello se había vuelto completamente blanco con ellos, dejando a Damian muerto y disparando y matando al oficial Hanley. Sin embargo, 48 horas después, cuando oyeron que Damian había sobrevivido y que había identificado a Joshua, Brackett y los demás decidieron que tendrían que matar a Joshua para evitar ser vinculados a los crímenes a través de su asociación con él. Joshua intentó huir, pero recibió un disparo en el hombro; desesperado, llamó a su hermano para que lo ayudara, y Damian sintió el contacto y lo siguió para salvar a su hermano. Con sus habilidades duplicadas de repente por su conexión con su hermano, Damian persiguió y eliminó a los otros criminales. Luego entregó a Joshua a otros policías.
Joshua se unió a Zodiaco, y su base de operaciones era Boston, Massachusetts. El Zodiaco fue fundado por Cornelius van Lunt (Tauro), quien escogió a mano a los otros once miembros; Van Lunt ocultaba su propia identidad, mientras que él era el único que conocía las identidades de los demás. Cada miembro se basó en una ciudad estadounidense diferente (Gemini en Boston, Massachusetts) como parte de su red criminal a nivel nacional, con el objetivo final de la dominación económica y política mundial.
El Zodiaco fue infiltrado por Nick Fury, haciéndose pasar por Escorpio; El Zodiaco luchó contra los Vengadores y escapó. Liderado por Tauro, el Zodíaco más tarde intentó matar a todos los residentes de Manhattan nacidos bajo el signo de Géminis como una demostración de poder, pero fueron frustrados por los Vengadores. La facción de Tauro intentó matar a la facción disidente del Zodíaco, pero los doce líderes fueron capturados por los Vengadores. Más tarde apareció una nueva versión androide del Zodíaco, liderada por Escorpio en un nuevo cuerpo androide, masacró al Zodíaco humano y se hizo cargo de sus operaciones criminales.

### Androide Zodiaco
Escorpio (Jake Fury) construyó a los miembros del Zodiaco Androide, aunque su plan fue frustrado por los Defensores. Quicksilver empleó el Zodiaco Androide para atacar a los Vengadores de la Costa Oeste, pero los Vengadores derrotaron al Zodiaco. Dirigido por Escorpio en un nuevo cuerpo Androide, el Zodiaco Androide masacró al Zodiaco humano y se hizo cargo de sus operaciones criminales. Lucharon contra los Vengadores de la Costa Oeste, pero quedaron inertes cuando fueron transportados a la dimensión de la Hermandad del Ankh.

### Géminis eclípticos
El Géminis que trabajó para Ecliptic era en realidad dos personas. Uno de los Géminis fue en realidad Madison Jeffries, a quien le lavaron el cerebro para servir al Zodiaco. Los dos Géminis hablaron como uno cuando estaban juntos.

### Géminis de Thanos
El cuarto Géminis es un hombre sin nombre que Thanos reclutó para unirse a su encarnación del Zodiaco. Él y los otros miembros del Zodiaco perecen cuando Thanos los abandona en el autodestructor Helicarrier, donde Cáncer fue el único sobreviviente.

## Poderes y habilidades
Debido a un accidente eléctrico, Link se relacionó psiónicamente con su hermano gemelo Damian, un policía. Por lo tanto, Joshua Link puede tomar el control mental de la mente y el cuerpo de Damian Link, y puede agregar la fuerza física de Damian a la de su propio cuerpo.
El Android Gemini poseía múltiples personalidades que representaban el signo zodiacal en el que se basaba. Géminis también puede liberar dos clones de sí mismo, uno de los cuales es blanco (la razón por la cual la personalidad puede disparar explosiones de energía) y el otro es negro (la personalidad emocional que puede liberar descargas eléctricas por el tacto). Géminis más tarde ganó la capacidad de expandir su forma donde crece en tamaño y gana superfuerza. En su segunda forma, Gemini puede volar y liberar explosiones de energía. Géminis en esta forma también exhibió una personalidad habladora.
El Géminis Eclíptico que sirvió como "gemelo" de Madison Jeffries no demostró ningún poder.

## En otros medios
- Géminis estaba entre los zodiacos que aparecen en The Avengers: United They Stand con la cabeza masculina con la voz de Nigel Hamer y la cabeza femenina con la voz de Julie Lemieux. Géminis se representa como un alienígena de dos cabezas (una cabeza masculina, una cabeza femenina) con cuatro brazos.
- Géminis aparece en Marvel Anime: Iron Man, con la voz de Takako Honda en japonés y Laura Bailey en inglés. Esta versión es la Dra. Chika Tanaka, una agente durmiente de Zodiac a quien le lavaron el cerebro para servirlos y usa una armadura de poder como Géminis.
- El alias de Géminis aparece en la serie de televisión de acción real Agents of S.H.I.E.L.D.. Es utilizado por Ernest "Hazard" Koenig (interpretado por Patton Oswalt), quien dirige un bar clandestino en la ciudad de Nueva York de 1931 que luego se convertiría en un activo para el predecesor de S.H.I.E.L.D., la Reserva Científica Estratégica (SSR).[10]